# 全球最高日本動畫電影票房收入列表
下列為全球最高日本動畫電影票房收入列表。

## 全球最高票房日本動畫電影列表
† 2025年3月21日一周內在世界各地影院上映的電影
| 排序 | 電影                                          | 票房（美元） | 年度 | 來源        |
| ---- | --------------------------------------------- | ------------ | ---- | ----------- |
| 1    | 《鬼滅之刃劇場版 無限列車篇》                 | $531,468,128 | 2020 | [ 全球 1 ]  |
| 2    | 《千与千寻》                                  | $396,388,706 | 2001 | [ 全球 2 ]  |
| 3    | 《你的名字。》                                | $380,640,000 | 2016 | [ 全球 3 ]  |
| 4    | 《鈴芽之旅》                                  | $324,185,112 | 2022 | [ 全球 4 ]  |
| 5    | 《航海王：红发歌姬》                          | $292,639,072 | 2022 | [ 全球 5 ]  |
| 6    | 《劇場版 咒術迴戰 0》                         | $243,101,424 | 2021 | [ 全球 6 ]  |
| 7    | 《霍爾的移動城堡》                            | $236,214,446 | 2004 | [ 全球 7 ]  |
| 8    | 《崖上的波妞》                                | $204,826,668 | 2008 | [ 全球 8 ]  |
| 9    | 《天氣之子》                                  | $202,929,209 | 2019 | [ 全球 9 ]  |
| 10   | 《STAND BY ME 哆啦A夢》                       | $196,442,714 | 2014 | [ 全球 10 ] |
| 11   | 《魔法公主》                                  | $194,300,000 | 1997 | [ 全球 11 ] |
| 12   | 《神奇寶貝劇場版：超夢的逆襲》                | $172,744,662 | 1998 | [ 全球 12 ] |
| 13   | 《借物少女艾莉緹》                            | $149,411,550 | 2010 | [ 全球 13 ] |
| 14   | 《風起》                                      | $136,533,257 | 2013 | [ 全球 14 ] |
| 15   | 《神奇寶貝劇場版：夢幻之神奇寶貝 洛奇亞爆誕》 | $133,949,270 | 1999 | [ 全球 15 ] |
| 16   | 《七龍珠超：布羅利》                          | $124,500,000 | 2018 | [ 全球 16 ] |
| 17   | 《名偵探柯南：紺青之拳》                      | $119,875,024 | 2019 | [ 全球 17 ] |
| 18   | 《名偵探柯南：零的執行人》                    | $108,105,223 | 2018 | [ 全球 18 ] |
| 19   | 《名偵探柯南：緋色的彈丸》                    | $102,637,492 | 2021 | [ 全球 19 ] |
| 20   | 《妖怪手錶：誕生的秘密喵！》                  | $99,481,307  | 2014 | [ 全球 20 ] |
| 21   | 《航海王：奪寶爭霸戰》                        | $94,684,223  | 2019 | [ 全球 21 ] |
| 22   | 《新·福音戰士劇場版𝄇》                        | $94,305,005  | 2021 | [ 全球 22 ] |
| 23   | 《海贼王：Z》                                 | $87,502,754  | 2012 | [ 全球 23 ] |
| 24   | 《多啦A夢：大雄的金銀島》                     | $84,760,927  | 2018 | [ 全球 24 ] |
| 25   | 《地海傳說》                                  | $75,500,000  | 2006 | [ 全球 25 ] |
| 26   | 《名偵探柯南：萬聖節的新娘》†                 | $73,320,832  | 2022 | [ 全球 26 ] |
| 27   | 《七龍珠Z 復活的「F」》                       | $72,636,999  | 2015 | [ 全球 27 ] |
| 28   | 《STAND BY ME 哆啦A夢 2》                     | $71,540,000  | 2020 | [ 全球 28 ] |
| 29   | 《神奇寶貝劇場版：幻影的霸者 索羅亞克》       | $71,143,529  | 2010 | [ 全球 29 ] |
| 30   | 《神奇寶貝劇場版：結晶塔的帝王》              | $68,411,275  | 2000 | [ 全球 30 ] |
| 31   | 《龍與雀斑公主》                              | $67,332,535  | 2021 | [ 全球 31 ] |
| 32   | 《名偵探柯南：純黑的惡夢》                    | $66,265,957  | 2016 | [ 全球 32 ] |
| 33   | 《航海王電影：GOLD》                          | $66,207,073  | 2016 | [ 全球 33 ] |
| 34   | 《福音戰士新劇場版：Q》                       | $65,899,210  | 2012 | [ 全球 34 ] |
| 35   | 《多啦A夢：大雄之月球探測記》                 | $65,406,606  | 2019 | [ 全球 35 ] |
| 36   | 《名偵探柯南：唐紅的戀歌》                    | $63,147,576  | 2017 | [ 全球 36 ] |
| 37   | 《來自紅花坂》                                | $61,487,846  | 2011 | [ 全球 37 ] |
| 38   | 《哆啦A夢：大雄的南極冰天雪地大冒險》         | $61,153,455  | 2017 | [ 全球 38 ] |
| 39   | 《紅豬》                                      | $58,990,641  | 1992 | [ 全球 39 ] |
| 40   | 《哆啦A夢：新·大雄的日本誕生》                | $58,400,000  | 2016 | [ 全球 40 ] |
| 41   | 《神奇寶貝劇場版：白英雄 雷希拉姆》           | $57,082,491  | 2011 | [ 全球 41 ] |
| 42   | 《狼的孩子雨和雪》                            | $56,898,689  | 2012 | [ 全球 42 ] |
| 43   | 《怪物的孩子》                                | $56,692,830  | 2013 | [ 全球 43 ] |
| 44   | 《海贼王：强者天下》                          | $55,096,997  | 2009 | [ 全球 44 ] |
| 45   | 《貓的報恩》                                  | $54,505,478  | 2002 | [ 全球 45 ] |
| 46   | 《電影版妖怪手錶：閻魔大王與五個故事喵！》    | $53,396,284  | 2015 | [ 全球 46 ] |
| 47   | 《名偵探柯南：業火的向日葵》                  | $52,920,296  | 2015 | [ 全球 47 ] |
| 48   | 《哆啦A夢：大雄的祕密道具博物館》             | $50,939,840  | 2016 | [ 全球 48 ] |
| 49   | 《神奇寶貝劇場版：阿爾宙斯 超克的時空》       | $50,673,078  | 2009 | [ 全球 49 ] |
| 50   | 《七龍珠Z 神與神》                            | $50,461,371  | 2013 | [ 全球 50 ] |

## 日本最高動畫電影票房收入列表
在日本本土票房，《千與千尋》曾維持票房頭榜時間長達19年，而後在2020年被《鬼滅之刃劇場版 無限列車篇》超越。
下列為日本最高動畫電影票房收入列表。
† 2025年3月21日一周內在世界各地影院上映的電影
| 排序 | 電影                          | 票房/億日圓 | 年度 |
| ---- | ----------------------------- | ----------- | ---- |
| 1    | 《鬼滅之刃劇場版 無限列車篇》 | 404億3000萬 | 2020 |
| 2    | 《千与千寻》                  | 316億8000萬 | 2001 |
| 3    | 《你的名字。》                | 250億3000萬 | 2016 |
| 4    | 《魔法公主》                  | 201億8000萬 | 1997 |
| 5    | 《ONE PIECE FILM RED》        | 197億0000萬 | 2022 |
| 6    | 《霍爾的移動城堡》            | 196億0000萬 | 2004 |
| 7    | 《崖上的波妞》                | 155億0000萬 | 2008 |
| 8    | 《THE FIRST SLAM DUNK》†      | 152億4000萬 | 2023 |
| 9    | 《鈴芽之旅》                  | 144億5000萬 | 2022 |
| 10   | 《天氣之子》                  | 141億9000萬 | 2019 |
| 11   | 《劇場版 咒術迴戰 0》         | 136億7251萬 | 2021 |
| 12   | 《風起》                      | 120億2000萬 | 2013 |
| 13   | 《新·福音戰士劇場版𝄇》        | 102億8000萬 | 2021 |
| 14   | 《名偵探柯南：萬聖節的新娘》  | 97億8000萬  | 2022 |
| 15   | 《名偵探柯南：紺青之拳》      | 93億7000萬  | 2019 |
| 16   | 《借物少女艾莉緹》            | 92億5000萬  | 2010 |
| 17   | 《名偵探柯南：零的執行人》    | 91億8000萬  | 2018 |
| 18   | 《STAND BY ME 哆啦A夢》       | 83億8000萬  | 2014 |
| 19   | 《地海傳說》                  | 78億4000萬  | 2006 |
| 20   | 《妖怪手錶：誕生的秘密喵！》  | 78億0000萬  | 2014 |

### 总票房记录
| 年度 | 電影                                | 配給収入 （億日圓） | 興行收入 （億日圓） | 來源       |
| ---- | ----------------------------------- | ------------------- | ------------------- | ---------- |
| 1977 | 《宇宙战舰大和号》                  | 9億0000萬           | 21億0000萬          | [ 日本 1 ] |
| 1978 | 《再见，宇宙战舰大和号 爱的战士们》 | 21億2000萬          | 43億0000萬          | [ 日本 2 ] |
| 1992 | 《红猪》                            | 28億0000萬          | 54億0000萬          | [ 日本 3 ] |
| 1997 | 《魔法公主》                        | 113億0000萬         | 201億8000萬         | [ 日本 4 ] |
| 2001 | 《千与千寻》                        | 不適用              | 316億8000萬         | [ 日本 5 ] |
| 2020 | 《鬼滅之刃劇場版 無限列車篇》       | 不適用              | 404億3000萬         | [ 日本 6 ] |

## 各年最高動畫電影
下列為1977年以来票房最高的动漫電影列表。截至2021年，代表電影最多的是哆啦A夢，有14部電影上榜。
配給収入（发行收入）是指发行商从電影院興行收入（票房收入）中所得到的收入，基本占到興行收入的50-60%。1999年以前，日本電影票房公開的是配給收入。

### 1970~1990年代
| 年份 | 電影                                          | 配給収入 （億日圓） | 興行收入 （億日圓） | 來源        |
| ---- | --------------------------------------------- | ------------------- | ------------------- | ----------- |
| 1977 | 《宇宙战舰大和号》                            | 9億0000萬           | 21億0000萬          | [ 日本 1 ]  |
| 1978 | 《再见，宇宙战舰大和号 爱的战士们》           | 21億2000萬          | 43億0000萬          | [ 日本 2 ]  |
| 1979 | 《银河铁道999》                               | 16億5000萬          | 42億4000萬          | [ 日本 7 ]  |
| 1980 | 《哆啦A夢：大雄的恐龍》                       | 15億5000萬          | 26億4000萬          | [ 日本 8 ]  |
| 1981 | 《哆啦A夢：大雄的宇宙開拓史》                 | 17億5000萬          | 29億8000萬          | [ 日本 9 ]  |
| 1982 | 《哆啦A夢：大雄的大魔境》                     | 12億9000萬          | 23億1000萬          | [ 日本 10 ] |
| 1983 | 《哆啦A夢：大雄的海底鬼岩城》                 | 10億6000萬          | 18億0000萬          | [ 日本 11 ] |
| 1984 | 《哆啦A夢：大雄的魔界大冒險》                 | 16億5000萬          | 28億1000萬          | [ 日本 12 ] |
| 1985 | 《哆啦A夢：大雄的宇宙小戰爭》                 | 12億0000萬          | 20億4000萬          | [ 日本 13 ] |
| 1986 | 《哆啦A夢：大雄與鐵人兵團》                   | 13億0000萬          | 22億1000萬          | [ 日本 14 ] |
| 1987 | 《哆啦A夢：大雄與龍之騎士》                   | 15億0000萬          | 25億5000萬          | [ 日本 15 ] |
| 1988 | 《哆啦A夢：大雄的平行西遊記》                 | 13億6000萬          | 23億1000萬          | [ 日本 16 ] |
| 1989 | 《魔女宅急便》                                | 21億7000萬          | 43億0000萬          | [ 日本 17 ] |
| 1990 | 《哆啦A夢：大雄與動物行星》                   | 19億1000萬          | 32億5000萬          | [ 日本 18 ] |
| 1991 | 《兒時的點點滴滴》                            | 18億7000萬          | 31億8000萬          | [ 日本 19 ] |
| 1992 | 《红猪》                                      | 28億0000萬          | 54億0000萬          | [ 日本 3 ]  |
| 1993 | 《哆啦A夢：大雄與白金迷宮》                   | 16億5000萬          | 28億1000萬          | [ 日本 20 ] |
| 1994 | 《平成狸合戰》                                | 26億5000萬          | 44億7000萬          | [ 日本 21 ] |
| 1995 | 《心之谷》                                    | 18億5000萬          | 31億5000萬          | [ 日本 22 ] |
| 1996 | 《哆啦A夢：大雄與銀河超特急》                 | 16億0000萬          | 27億2000萬          | [ 日本 23 ] |
| 1997 | 《魔法公主》                                  | 113億0000萬         | 201億8000萬         | [ 日本 4 ]  |
| 1998 | 《神奇寶貝劇場版：超夢的逆襲》                | 41億5000萬          | 76億0000萬          | [ 日本 24 ] |
| 1999 | 《神奇寶貝劇場版：夢幻之神奇寶貝 洛奇亞爆誕》 | 35億0000萬          | 64億0000萬          | [ 日本 25 ] |

### 2000年代~現今
† 2025年3月21日一周內在世界各地影院上映的電影
| 年份 | 電影                                                          | 票房（美元） | 來源        |
| ---- | ------------------------------------------------------------- | ------------ | ----------- |
| 2000 | 《神奇寶貝劇場版：結晶塔的帝王》                              | $68,411,275  | [ 全球 30 ] |
| 2001 | 《千与千寻》                                                  | $396,388,706 | [ 全球 2 ]  |
| 2002 | 《猫的报恩》                                                  | $54,505,478  | [ 全球 45 ] |
| 2003 | 《神奇寶貝劇場版：七夜的許願星 基拉祈》                       | $33,393,751  | [ 全球 51 ] |
| 2004 | 《霍爾的移動城堡》                                            | $236,214,446 | [ 全球 7 ]  |
| 2005 | 《神奇寶貝劇場版：夢幻與波導的勇者 路卡利歐》                 | $37,228,626  | [ 全球 52 ] |
| 2006 | 《地海傳說》                                                  | $75,500,000  | [ 全球 25 ] |
| 2007 | 《神奇寶貝劇場版：決戰時空之塔 帝牙盧卡VS帕路奇犽VS達克萊伊》 | $42,496,749  | [ 全球 53 ] |
| 2008 | 《崖上的波妞》                                                | $204,826,668 | [ 全球 8 ]  |
| 2009 | 《海贼王：强者天下》                                          | $55,096,997  | [ 全球 44 ] |
| 2010 | 《借物少女艾莉緹》                                            | $149,411,550 | [ 全球 13 ] |
| 2011 | 《神奇寶貝劇場版：白英雄 雷希拉姆》                           | $57,082,491  | [ 全球 41 ] |
| 2012 | 《海贼王：Z》                                                 | $87,502,754  | [ 全球 23 ] |
| 2013 | 《風起》                                                      | $136,533,257 | [ 全球 14 ] |
| 2014 | 《STAND BY ME 哆啦A夢》                                       | $196,442,714 | [ 全球 10 ] |
| 2015 | 《七龍珠Z 復活的「F」》                                       | $72,636,999  | [ 全球 27 ] |
| 2016 | 《你的名字。》                                                | $380,524,445 | [ 全球 3 ]  |
| 2017 | 《名偵探柯南：唐紅的戀歌》                                    | $63,147,576  | [ 全球 36 ] |
| 2018 | 《七龍珠超：布羅利》                                          | $124,500,000 | [ 全球 16 ] |
| 2019 | 《天氣之子》                                                  | $202,929,209 | [ 全球 9 ]  |
| 2020 | 《鬼滅之刃劇場版 無限列車篇》                                 | $531,468,128 | [ 全球 1 ]  |
| 2021 | 《劇場版 咒術迴戰 0》                                         | $243,101,424 | [ 全球 6 ]  |
| 2022 | 《鈴芽之旅》                                                  | $324,185,112 | [ 全球 4 ]  |

### 日本票房
1. 1 2  《宇宙战舰大和号》的票房收入：
  - 配給収入 – ¥900,000,000（相等於2019年的¥1,428,851,964）[63][64]
  - 興行收入 – ¥2,100,000,000（相等於2019年的¥3,333,987,915）[64]
2. 1 2  《告别宇宙战舰大和号爱勇士》 的票房收入：
  - 配給収入 – ¥2,120,000,000（相等於2019年的¥3,229,159,420）[63][65]
  - 興行收入 – ¥4,300,000,000（相等於2019年的¥6,549,710,145）[66]
3. 1 2  《红猪》 的票房收入：
  - 配給収入 – ¥2,800,000,000（相等於2019年的¥2,963,544,814）[81]
  - 興行收入 – ¥5,400,000,000（相等於2019年的¥5,715,407,855）[46]
4. 1 2  《魔法公主》 的票房收入：
  - 配給収入 – ¥11,760,000,000（相等於2019年的¥12,213,201,581）[86]
  - 興行收入 – ¥20,180,000,000（相等於2019年的¥20,957,687,747）[28]
5. ↑  《千与千寻》 的票房收入：
  - 配給収入 – 不适用
  - 興行收入 – ¥31,680,000,000（相等於2019年的¥32,674,857,704）[28]
6. ↑   《鬼滅之刃劇場版 無限列車篇》 的票房收入：
  - 配給収入 – 不适用
  - 興行收入 – ¥40,430,000,000[28]
7. ↑  《银河快车 999》 的票房收入：
  - 配給収入 – ¥1,650,000,000（相等於2019年的¥2,421,997,207）[63][67]
  - 興行收入 – ¥4,240,000,000（相等於2019年的¥6,223,798,883）[68]
8. ↑  《哆啦A夢：大雄的恐龍》 的票房收入：
  - 配給収入 – ¥1,550,000,000（相等於2019年的¥2,110,168,394）[69]
  - 興行收入 – ¥2,640,000,000（相等於2019年的¥3,594,093,264）[46]
9. ↑  《哆啦A夢：大雄的宇宙開拓史》 的票房收入：
  - 配給収入 – ¥1,750,000,000（相等於2019年的¥2,270,679,012）[70]
  - 興行收入 – ¥2,980,000,000（相等於2019年的¥3,866,641,975）[46]
10. ↑  《哆啦A夢：大雄的大魔境》 的票房收入：
  - 配給収入 – ¥1,290,000,000（相等於2019年的¥1,629,555,288）[71]
  - 興行收入 – ¥2,310,000,000（相等於2019年的¥2,918,040,865）[46]
11. ↑  《哆啦A夢：大雄的海底鬼岩城》 的票房收入：
  - 配給収入 – ¥1,060,000,000（相等於2019年的¥1,315,301,063）[72]
  - 興行收入 – ¥1,800,000,000（相等於2019年的¥2,233,530,106）[46]
12. ↑  《哆啦A夢：大雄的魔界大冒險》 的票房收入：
  - 配給収入 – ¥1,650,000,000（相等於2019年的¥2,000,173,010）[73]
  - 興行收入 – ¥2,810,000,000（相等於2019年的¥3,406,355,248）[46]
13. ↑  《哆啦A夢：大雄的宇宙小戰爭》 的票房收入：
  - 配給収入 – ¥1,200,000,000（相等於2019年的¥1,426,696,833）[74]
  - 興行收入 – ¥2,040,000,000（相等於2019年的¥2,425,384,615）[46]
14. ↑  《哆啦A夢：大雄與鐵人兵團》 的票房收入：
  - 配給収入 – ¥1,300,000,000（相等於2019年的¥1,535,168,539）[75]
  - 興行收入 – ¥2,210,000,000（相等於2019年的¥2,609,786,517）[46]
15. ↑  《哆啦A夢：大雄與龍之騎士》 的票房收入：
  - 配給収入 – ¥1,500,000,000（相等於2019年的¥1,769,360,269）[76]
  - 興行收入 – ¥2,550,000,000（相等於2019年的¥3,007,912,458）[46]
16. ↑  《哆啦A夢：大雄的平行西遊記》 的票房收入：
  - 配給収入 – ¥1,360,000,000（相等於2019年的¥1,593,489,409）[77]
  - 興行收入 – ¥2,310,000,000（相等於2019年的¥2,706,588,629）[46]
17. ↑  《魔女宅急便》 的票房收入：
  - 配給収入 – ¥2,170,000,000（相等於2019年的¥2,487,099,237）[78]
  - 興行收入 – ¥4,300,000,000（相等於2019年的¥4,928,353,326）[46]
18. ↑  《哆啦A夢：大雄與動物行星》 的票房收入：
  - 配給収入 – ¥1,910,000,000（相等於2019年的¥2,124,243,386）[79]
  - 興行收入 – ¥3,250,000,000（相等於2019年的¥3,499,743,852）[46]
19. ↑  《兒時的點點滴滴》 的票房收入：
  - 配給収入 – ¥1,870,000,000（相等於2019年的¥2,013,698,770）[80]
  - 興行收入 – ¥3,180,000,000（相等於2019年的¥3,424,364,754）[46]
20. ↑  《哆啦A夢：大雄與白金迷宮》 的票房收入：
  - 配給収入 – ¥1,650,000,000（相等於2019年的¥1,725,522,388）[82]
  - 興行收入 – ¥2,810,000,000（相等於2019年的¥2,938,616,915）[46]
21. ↑  《平成狸合戰》 的票房收入：
  - 配給収入 – ¥2,650,000,000（相等於2019年的¥2,752,124,506）[83]
  - 興行收入 – ¥4,470,000,000（相等於2019年的¥4,642,262,846）[46]
22. ↑  《心之谷》 的票房收入：
  - 配給収入 – ¥1,850,000,000（相等於2019年的¥1,923,194,857）[84]
  - 興行收入 – ¥3,150,000,000（相等於2019年的¥3,274,629,080）[46]
23. ↑  《哆啦A夢：大雄與銀河超特急》 的票房收入：
  - 配給収入 – ¥1,600,000,000（相等於2019年的¥1,661,660,079）[85]
  - 興行收入 – ¥2,720,000,000（相等於2019年的¥2,824,822,134）[46]
24. ↑  《神奇寶貝劇場版：超夢的逆襲》 的票房收入：
  - 配給収入 – ¥4,150,000,000（相等於2019年的¥4,309,930,830）[87]
  - 興行收入 – ¥7,600,000,000（相等於2019年的¥7,892,885,375）[28]
25. ↑  《神奇寶貝劇場版：夢幻之神奇寶貝 洛奇亞爆誕》 的票房收入：
  - 配給収入 – ¥3,500,000,000（相等於2019年的¥3,634,881,423）[88]
  - 興行收入 – ¥6,400,000,000（相等於2019年的¥6,646,640,316）[46]

### 全球票房
1. 1 2  《鬼滅之刃劇場版 無限列車篇》的票房收入：
  - 日本 – ¥40,430,000,000（386,483,128美元[1]）
  - 美国 – 50,000,000美元[2]
  - 其他地区 – 95,000,000美元[1][3]
2. 1 2  《千与千寻》的票房收入：
  - 的票房收入 (直到 2020) – 395,580,000美元[4]
  - 的票房收入 (直到 2021) – 396,388,706美元[5]
3. 1 2  《你的名字。》的票房收入：
  - 的票房收入 (直到 2020) – 380,140,500美元[4]
  - 大韩民国 (2021年重新发布) – 500,000美元[6]
4. 1 2  《鈴芽之旅》的票房收入:
  - 的票房收入 – 324,185,112美元[7]
5. ↑  《航海王：红发歌姬》的票房收入:
  - 的票房收入 – ¥31,900,000,000[8]（292,639,072美元）
6. 1 2  《劇場版 咒術迴戰 0》的票房收入:
  - 的票房收入 – ¥26,500,000,000[9]（243,101,424美元）
7. 1 2  《霍爾的移動城堡》的票房收入：
  - 的票房收入 – 236,214,446美元[10]
8. 1 2  《崖上的波妞》的票房收入：
  - 的票房收入 – 204,826,668美元[11]
9. 1 2  《天氣之子》的票房收入：
  - 台湾 – NT$168,619,925[12] (5,592,330美元)
  - 其他地区 – 197,186,879美元[13]
  - 大韩民国 (2021年重新发布) – 150,000美元[6]
10. 1 2  《STAND BY ME 哆啦A夢》的票房收入：
  - 的票房收入 – 196,442,714美元[14]
11. ↑  《魔法公主》的票房收入：
  - 的票房收入 – 194,300,000美元[15]
12. ↑  《超夢的逆襲》的票房收入：
  - 的票房收入 – 172,744,662美元[16]
13. 1 2  《借物少女艾莉緹》的票房收入：
  - 的票房收入 – 149,411,550美元[17]
14. 1 2  《風起》的票房收入：
  - 的票房收入 – 136,533,257美元[18]
15. ↑  《神奇寶貝劇場版：夢幻之神奇寶貝 洛奇亞爆誕》的票房收入：
  - 的票房收入 – 133,949,270美元[19]
16. 1 2  《七龍珠超：布羅利》的票房收入：
  - 的票房收入 – 124,500,000美元[20]
17. ↑  《名偵探柯南：紺青之拳》的票房收入：
  - 的票房收入 – 119,875,024美元[21]
18. ↑  《名偵探柯南：零的執行人》的票房收入：
  - 的票房收入 – 107,918,046美元[22]
19. ↑  《名偵探柯南：緋色的彈丸》的票房收入：
  - 的票房收入 – 102,637,492美元[23]
20. ↑  《妖怪手表：诞生的秘密喵》的票房收入:
  - 的票房收入 – 99,481,307美元[24]
21. ↑  《海贼王：狂热行动》的票房收入:
  - 全球(截止2019年11月13日) – ¥10,000,000,000[25]（93,000,000美元）[26]
  - 2019年11月13日后 – 1,684,223美元[27]
22. ↑  《新·福音戰士劇場版𝄇》的票房收入:
  - 日本 – ¥10,280,000,000[28]（94,305,005美元）
23. 1 2  《海贼王：Z》的票房收入: 
  - 日本 – ¥6,870,000,000[28]（86,101,015美元）
  - 其他地区 – 1,401,739美元[29]
24. ↑  《多啦A夢：大雄的金銀島》的票房收入: 
  - 日本 – ¥5,370,000,000[30]（48,631,094美元）
  - 其他地区 – 33,812,757美元[31]
25. 1 2  《地海傳說》的票房收入：
  - 的票房收入 (直到 2020) – 75,500,000美元[15]
26. ↑  《名偵探柯南：萬聖節的新娘》的票房收入：
  - 日本 – ¥7,992,557,250（73,320,832美元）
27. 1 2  《七龍珠Z 復活的「F」》的票房收入：
  - 的票房收入 – ¥7,900,000,000[32]（72,636,999美元)
28. ↑  《STAND BY ME 哆啦A夢 2》的票房收入: 
  - 中国大陆 – 42,890,000美元[33]
  - 其他地区 – 28,650,000美元[34]
29. ↑  《神奇寶貝劇場版：幻影的霸者 索羅亞克》的票房收入：
  - 的票房收入 – 71,143,529美元[35]
30. 1 2  《神奇寶貝劇場版：結晶塔的帝王》的票房收入：
  - 的票房收入 – 68,411,275美元[36]
31. ↑  《龍與雀斑公主》的票房收入：
  - 日本 – ¥6,600,000,000[28]（60,546,015美元）
  - 其他地区 – 6,786,520美元[37]
32. ↑  《名偵探柯南：純黑的惡夢》的票房收入：
  - 的票房收入 – 66,265,957美元[38]
33. ↑  《航海王電影：GOLD》的票房收入：
  - 的票房收入 – 66,207,073美元[39]
34. ↑  《福音战士新剧场版：Q》的票房收入:
  - 日本 – ¥5,300,000,000[40]（66,424,364美元）
  - 其他地区 – 597,103美元[41]
35. ↑  《多啦A夢：大雄之月球探測記》的票房收入：
  - 的票房收入 – 65,406,606美元[42]
36. 1 2  《名偵探柯南：唐紅的戀歌》的票房收入：
  - 的票房收入 – 63,147,576美元[43]
37. ↑  《來自紅花坂》的票房收入：
  - 的票房收入 – 61,487,846美元[44]
38. ↑  《哆啦A夢：大雄的南極冰天雪地大冒險》的票房收入：
  - 的票房收入 – 61,153,455美元[45]
39. ↑  《红猪》的票房收入：
  - 日本 – ¥5,400,000,000[46]（58,400,000美元）
  - 法国 – 16万7793人[47] (1,006,758美元)[48]
  - 其他地区 – 573,719美元[49]
40. ↑  《哆啦A夢：新·大雄的日本誕生》的票房收入：
  - 的票房收入 – 58,400,000美元[50]
41. 1 2  《神奇寶貝劇場版：比克提尼與黑英雄 捷克羅姆》的票房收入：
  - 的票房收入 – 57,082,491美元[51]
42. ↑  《狼的孩子雨和雪》的票房收入：
  - 的票房收入 – 56,898,689美元[52]
43. ↑  《怪物的孩子》的票房收入：
  - 日本 – ¥5,850,000,000[53]（53,788,157美元）
  - 其他地区 – 2,904,673美元[54]
44. 1 2  《海贼王：强者天下》的票房收入:
  - 日本 – ¥4,800,000,000[55]（51,298,444美元）
  - 其他地区 – 1,079,152美元[56]
45. 1 2  《貓的報恩》的票房收入:
  - 的票房收入 – 54,505,478美元[57]
46. ↑  《電影版妖怪手錶：閻魔大王與五個故事喵！》的票房收入：
  - 的票房收入 – 53,396,284美元[58]
47. ↑  《名偵探柯南：業火的向日葵》的票房收入：
  - 的票房收入 – 52,920,296美元[59]
48. ↑  《哆啦A夢：大雄的祕密道具博物館》的票房收入：
  - 的票房收入 – 50,939,840美元[60]
49. ↑  《神奇寶貝劇場版：阿爾宙斯 超克的時空》的票房收入：
  - 的票房收入 – 50,673,078美元[61]
50. ↑  《七龍珠Z 神與神》的票房收入：
  - 的票房收入 – 50,461,371美元[62]
51. ↑  《神奇寶貝劇場版：七夜的許願星 基拉祈》的票房收入：
  - 的票房收入 – 33,393,751美元[89]
52. ↑  《神奇寶貝劇場版：夢幻與波導的勇者 路卡利歐》的票房收入：
  - 的票房收入 – 37,228,626美元[90]
53. ↑  《神奇寶貝劇場版：決戰時空之塔 帝牙盧卡VS帕路奇犽VS達克萊伊》的票房收入：
  - 的票房收入 – 42,496,749美元[91]

## 資料來源
1. 1 2  . The Numbers. Nash Information Services, LLC.   [2021-09-11]. （原始内容存档于2022-04-14）.
2. ↑  TAQUIBOX [@TaquiBox].  (推文). 16 September 2021 –Twitter （西班牙语）.
3. ↑  . Box Office Mojo.   [2021-09-16]. （原始内容存档于2022-03-11）.
4. 1 2  Harding, Daryl. . Crunchyroll.   [August 3, 2021]. （原始内容存档于2021-02-15） （美国英语）.
5. ↑  . The Numbers.   [2021-09-11]. （原始内容存档于2021-01-08）.
6. 1 2  . Korean Film Biz Zone.   [2021-10-05]. （原始内容存档于2022-03-28） （英语）.
7. ↑  . The Numbers. 2023-06-06  [2023-06-06]. （原始内容存档于2023-06-06）.
8. ↑  . 映画.com.   [2023-02-28]. （原始内容存档于2023-05-31） （日语）.
9. ↑  . 映画.com.   [2023-02-28]. （原始内容存档于2022-12-04） （日语）.
10. ↑  . Box Office Mojo.   [2021-08-09]. （原始内容存档于2021-07-13）.
11. ↑  . Box Office Mojo.   [2020-10-03]. （原始内容存档于2021-07-10）.
12. ↑   (PDF). 國家電影及視聽文化中心. 2020-07-30  [2020-11-09]. （原始内容存档 (PDF)于2020-07-30）.
13. ↑  . Box Office Mojo.   [2020-10-03]. （原始内容存档于2019-10-24）.
14. ↑  . Box Office Mojo.   [2020-10-02]. （原始内容存档于2015-09-24）.
15. 1 2  Loo, Egan. . Anime News Network.   [2021-08-09]. （原始内容存档于2021-07-27） （英语）.
16. ↑  . JP's Box-Office.   [2019-02-13]. （原始内容存档于2019-08-30）.
17. ↑  . Box Office Mojo.   [2020-10-03]. （原始内容存档于2021-07-17）.
18. ↑  . Box Office Mojo.   [2021-08-10]. （原始内容存档于2021-08-10）.
19. ↑  . Box Office Mojo.   [2020-10-03]. （原始内容存档于2020-10-08）.
20. ↑  . Comscore.   [August 12, 2021]. （原始内容存档于9 June 2019）.
21. ↑   (PDF). Golden Globes. （原始内容存档 (PDF)于2019-09-25）.
22. ↑  . The Numbers.   [2019-08-20]. （原始内容存档于2019-01-22）.
23. ↑  . The Numbers.   [2021-08-12]. （原始内容存档于2020-08-10）.
24. ↑  . Box Office Mojo.   [2021-08-14]. （原始内容存档于2021-08-11）.
25. ↑  . ORICON NEWS. November 14, 2019  [August 12, 2021]. （原始内容存档于2019-11-16）.
26. ↑  Harding, Daryl. . Crunchyroll.   [2020-03-15]. （原始内容存档于2020-10-08） （英国英语）.
27. ↑  . Box Office Mojo.   [2020-10-03]. （原始内容存档于2020-10-08）.
28. 1 2 3 4 5 6 7 8  . 興行通信社.   [2022-01-09]. （原始内容存档于2017-08-08） （日语）.
29. ↑  . Box Office Mojo.   [2020-10-03]. （原始内容存档于2015-09-29）.
30. ↑   (PDF). 映連. 日本映画製作者連盟.   [2019-05-16]. （原始内容存档 (PDF)于2019-02-17） （日语）.
31. ↑  . Box Office Mojo.   [2020-10-04]. （原始内容存档于2020-10-31）.
32. ↑  . navicon. 2019-03-04  [2019-03-09]. （原始内容存档于2019-10-26） （日语）. 前作『ドラゴンボールＺ 復活の｢Ｆ｣』（世界興収 79 億）
33. ↑  . The Numbers.   [2020-10-12]. （原始内容存档于2022-01-08）.
34. ↑  . Box Office Mojo.   [2020-10-12]. （原始内容存档于2022-02-13）.
35. ↑  . Box Office Mojo.   [2020-10-03]. （原始内容存档于2015-09-24）.
36. ↑  . Box Office Mojo.   [2020-10-02]. （原始内容存档于2018-07-23）.
37. ↑  . Box Office Mojo.   [2022-03-06]. （原始内容存档于2022-03-27）.
38. ↑  . The Numbers.   [2020-10-02]. （原始内容存档于2016-12-20）.
39. ↑  . Box Office Mojo.   [2020-10-02]. （原始内容存档于2019-06-01）.
40. ↑   (PDF). 映連. 日本映画製作者連盟.   [2019-05-17]. （原始内容存档 (PDF)于2015-04-21） （日语）.
41. ↑  . Box Office Mojo.   [2020-10-02]. （原始内容存档于2020-11-27）.
42. ↑  . Box Office Mojo.   [2020-10-02]. （原始内容存档于2020-03-14）.
43. ↑  . Box Office Mojo.   [2020-10-02]. （原始内容存档于2020-10-08）.
44. ↑  . Box Office Mojo.   [2020-10-02]. （原始内容存档于2021-08-09）.
45. ↑  . Box Office Mojo.   [2020-10-02]. （原始内容存档于2020-10-07）.
46. 1 2 3 4 5 6 7 8 9 10 11 12 13 14 15 16 17 18 19  . SF MOVIE DataBank. General Works.   [2022-01-09]. （原始内容存档于2018-07-15） （日语）.
47. ↑  . JP's Box-Office.   [August 13, 2021]. （原始内容存档于2022-01-08）.
48. ↑  Hoffman, Mark S.  125th Anniversary. New York: Pharos Books. 1992: 296  [2021-08-13]. ISBN 0886876583. （原始内容存档于2022-01-08）.
49. ↑  . Box Office Mojo.   [August 13, 2021]. （原始内容存档于2018-12-18）.
50. ↑  .   [May 17, 2016]. （原始内容存档于August 1, 2017）.
51. ↑  . Box Office Mojo.   [2020-10-02]. （原始内容存档于2015-09-27）.
52. ↑  . Box Office Mojo.   [2020-10-02]. （原始内容存档于2020-10-08）.
53. ↑  . Anime News Network.   [2021-09-11]. （原始内容存档于2017-01-10） （英语）.
54. ↑  . Box Office Mojo.   [2021-09-11]. （原始内容存档于2022-03-17）.
55. ↑   (PDF). 映連. 日本映画製作者連盟.   [2019-05-16]. （原始内容存档 (PDF)于2018-08-04） （日语）.
56. ↑  . Box Office Mojo.   [2020-10-02]. （原始内容存档于2019-01-28）.
57. ↑  . Box Office Mojo.   [2020-10-02]. （原始内容存档于2020-10-10）.
58. ↑  . The Numbers.   [2020-10-02]. （原始内容存档于2020-10-08）.
59. ↑  . Box Office Mojo.   [2020-10-02]. （原始内容存档于2019-10-21）.
60. ↑  . Box Office Mojo.   [2020-10-02]. （原始内容存档于2020-10-09）.
61. ↑  . Box Office Mojo.   [August 13, 2021]. （原始内容存档于2015-09-27）.
62. ↑  . Box Office Mojo.   [August 13, 2021]. （原始内容存档于2022-01-09）.
63. 1 2 3   . 电影旬报社. 2012. ISBN 978-4873767550 （日语）.
64. 1 2  . 拉波特. 1983: 131.
65. ↑  . 拉波特. 1983: 135.
66. ↑  . シネマズ PLUS (Cinemas PLUS). 2017-02-06  [4 August 2021]. （原始内容存档于2019-12-14） （日语）.
67. ↑  . 電影旬報. 電影旬報. May 2012: 380. ISBN 978-4873767550.
68. ↑  . Eiren. 日本映画製作者連盟.   [4 August 2021]. （原始内容存档于2005-05-05）.
69. ↑  . 映連. 日本映画製作者連盟.   [2019-05-17]. （原始内容存档于2019-04-01） （日语）.
70. ↑  . 映連. 日本映画製作者連盟.   [2019-05-17]. （原始内容存档于2019-04-01） （日语）.
71. ↑  . 映連. 日本映画製作者連盟.   [2019-05-16]. （原始内容存档于2018-03-06） （日语）.
72. ↑  . 映連. 日本映画製作者連盟.   [2019-05-16]. （原始内容存档于2013-05-22） （日语）.
73. ↑  . 映連. 日本映画製作者連盟.   [2019-05-16]. （原始内容存档于2019-02-02） （日语）.
74. ↑  . 映連. 日本映画製作者連盟.   [2019-05-16]. （原始内容存档于2019-04-01） （日语）.
75. ↑  . 映連. 日本映画製作者連盟.   [2019-05-16]. （原始内容存档于2019-04-01） （日语）.
76. ↑  . 映連. 日本映画製作者連盟.   [2019-05-16]. （原始内容存档于2011-07-26） （日语）.
77. ↑  . 映連. 日本映画製作者連盟.   [2019-05-17]. （原始内容存档于2019-02-17） （日语）.
78. ↑  . 映連. 日本映画製作者連盟.   [2019-05-17]. （原始内容存档于2018-10-14） （日语）.
79. ↑  . 映連. 日本映画製作者連盟.   [2019-05-17]. （原始内容存档于2019-04-01） （日语）.
80. ↑  . 映連. 日本映画製作者連盟.   [2019-05-17]. （原始内容存档于2011-07-26） （日语）.
81. ↑  . 映連. 日本映画製作者連盟.   [2019-05-17]. （原始内容存档于2011-05-11） （日语）.
82. ↑  . 映連. 日本映画製作者連盟.   [2019-05-17]. （原始内容存档于2018-07-02） （日语）.
83. ↑  . 映連. 日本映画製作者連盟.   [2019-05-17]. （原始内容存档于2017-08-02） （日语）.
84. ↑  . 映連. 日本映画製作者連盟.   [2019-05-17]. （原始内容存档于2011-07-26） （日语）.
85. ↑  . 映連. 日本映画製作者連盟.   [2019-05-17]. （原始内容存档于2019-04-01） （日语）.
86. ↑  . 映連. 日本映画製作者連盟.   [2019-05-17]. （原始内容存档于2019-06-26） （日语）.
87. ↑  . 映連. 日本映画製作者連盟.   [2019-05-17]. （原始内容存档于2019-05-17） （日语）.
88. ↑  . 映連. 日本映画製作者連盟.   [2019-05-17]. （原始内容存档于2018-08-09） （日语）.
89. ↑  . Box Office Mojo.   [2020-10-02]. （原始内容存档于2020-10-06）.
90. ↑  . Box Office Mojo.   [2020-10-02]. （原始内容存档于2020-10-08）.
91. ↑  . Box Office Mojo.   [2020-10-02]. （原始内容存档于2020-07-14）.